# Pandemia de COVID-19 en Hawái
La pandemia de COVID-19 en Hawái afectó todos los aspectos de la vida en el estado, demolió su economía, cerró sus escuelas y tensó su sistema de atención médica, aunque hasta fines de 2020, experimentó una propagación mucho menor que cualquier otro estado de Estados Unidos.
Las islas de Niihau, Kahoolawe y las islas del noroeste de Hawái no tienen casos reportados. 352 residentes de Hawái fueron diagnosticados fuera del estado. El 94% de los casos en Hawái ocurrieron entre residentes locales.
Hasta la fecha 9 de enero, se reporta 22,895 casos positivos, 303 muertes y 13,182 recuperados.

## Antecedentes
El 12 de enero de 2020, la Organización Mundial de la Salud (OMS) confirmó que un nuevo coronavirus fue la causa de una enfermedad respiratoria en un grupo de personas en Wuhan, China, como se informó a la OMS el 31 de diciembre de 2019. 
La tasa de letalidad de COVID-19 es mucho más baja que la del SARS, pero la transmisión es significativamente mayor, con un número total de muertes significativo.

## Cronología

### Marzo
El 6 de marzo, se confirmó el primer caso presuntamente positivo de COVID-19 en un pasajero de Grand Princess que había regresado a Hawái.
El 14 de marzo, se confirmaron los dos primeros casos de COVID-19 en el condado de Kauai, junto con el primer caso en el condado de Maui. El 16 de marzo, el condado de Hawái informó su primer caso confirmado. El 18 de marzo, se confirmaron dos casos más en el condado de Honolulu, lo que eleva el total estatal a 16.
El 19 de marzo al mediodía, se anunciaron nuevos resultados positivos para ocho personas en Oahu y dos personas en Maui. El 20 de marzo, se confirmaron 11 casos nuevos, lo que eleva el número total de casos en Hawái a 37. Estos casos incluyen las dos primeras instancias de transmisión comunitaria. El 21 de marzo, se confirmaron 11 nuevos casos, lo que eleva el número total de casos en Hawái a 48. Al día siguiente, el 22 de marzo, se anunciaron 8 casos más.
El 31 de marzo se registró la primera muerte por COVID-19 en el estado de Hawái. El fallecido era un anciano que residía en Oahu.

### Mayo
El 7 de mayo de 2020, el gobernador David Ige y el teniente gobernador Josh Green, médico de la sala de emergencias, declararon que solo el 51% de las camas de hospital del estado, el 46% de las camas de cuidados intensivos y el 14% de los ventiladores están ocupados o en uso y que Hawái tiene la segunda tasa de infección más baja en los Estados Unidos con 43.6 casos positivos de coronavirus por 100,000, la tasa de infección más baja en los Estados Unidos para los estados con una población de más de un millón y la tasa de mortalidad más baja de 1.2 muertes por 100,000 en el Estados Unidos.
El 12 de mayo de 2020, hubo "635 casos de COVID 19 identificados en Hawái. De esos casos, el 13% requirió hospitalización y 574 (90%) eran residentes".
El 13 de mayo de 2020, el senador estadounidense Brian Schatz anunció que Hawái recibiría $ 50 millones en virtud del Programa de protección de cheques de pago y la Ley de mejora de la atención médica para ampliar las pruebas COVID-19 y el rastreo de contactos.

### Estadísticas de mayo

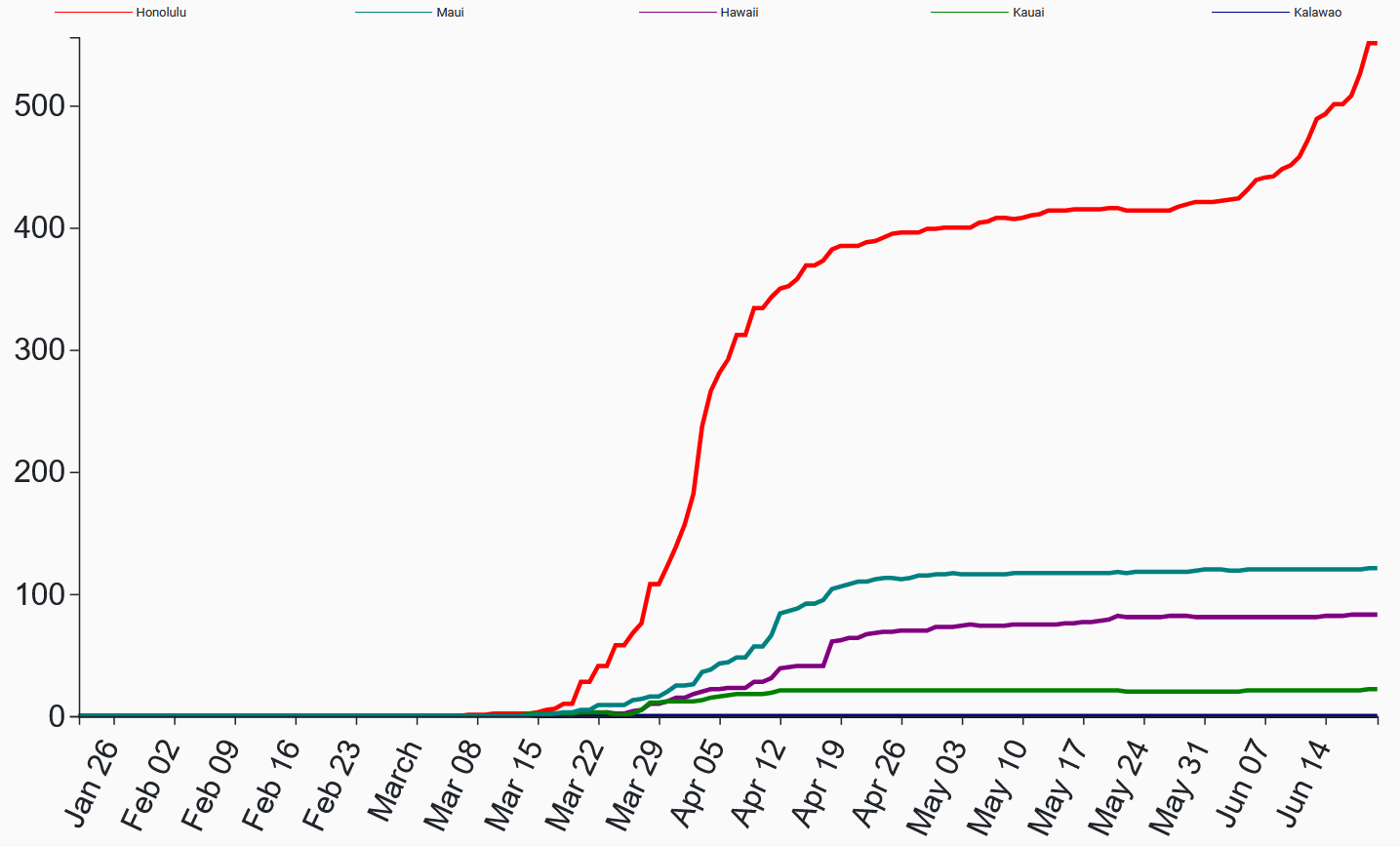
Gráfico lineal de casos de COVID-19 en Hawái por condado.

## Respuesta gubernamental

### Primeras políticas

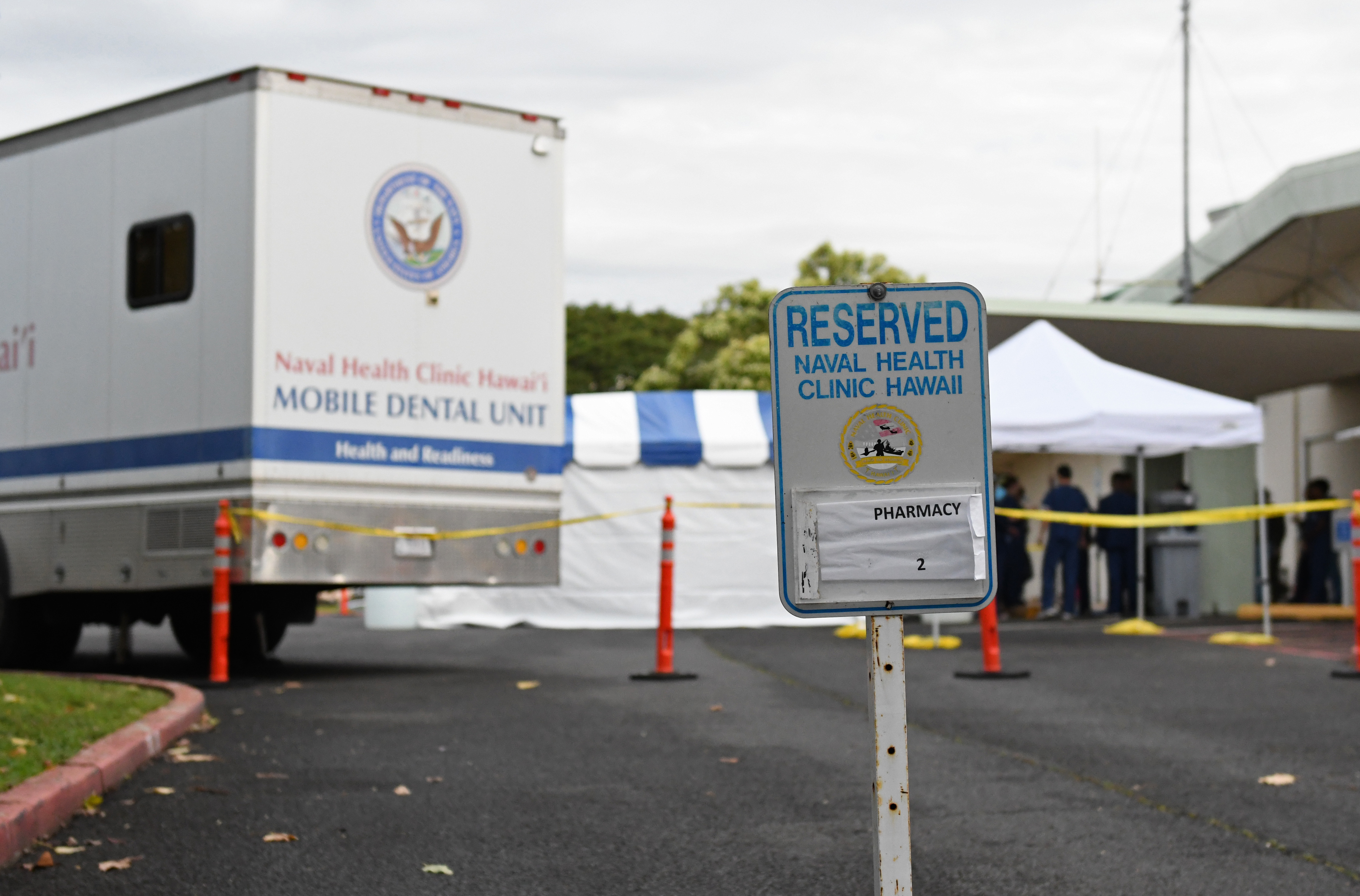
Morgue frigorífica móvil en un hospital COVID-19 de Pearl Harbor.

16 de marzo: el gobernador David Ige anunció que las vacaciones de primavera para las escuelas públicas en Hawái se extenderían por una semana adicional para darles a los administradores escolares tiempo para evaluar las recomendaciones para detener la propagación del virus.
18 de marzo: el condado de Kauai anunció un toque de queda nocturno a partir del 20 de marzo y un límite en el viaje de la aerolínea a necesidades esenciales hasta nuevo aviso. Los cierres se extendieron por una semana adicional.
19 de marzo: el Departamento de Transporte de Hawái declaró que los pasajeros de cruceros no podrían desembarcar en el archipiélago. El mismo día, el alcalde de la ciudad de Honolulu, Kirk Caldwell, anunció esfuerzos para frenar la propagación del virus, incluido el cierre de parques y la prohibición de comer en restaurantes y bares durante 15 días. Sin embargo, también se anunció que no había planes para establecer un toque de queda. El alcalde Michael Victorino anunció medidas similares para el condado de Maui, en vigencia desde el 20 de marzo hasta el 3 de mayo.
También el 19 de marzo, el presidente de la Cámara de Hawái, Scott Saiki, pidió al gobernador que instituya un cierre inmediato en todo el estado durante 15 días, lo que requiere que las personas se refugien en sus hogares o habitaciones de hotel, para poner en cuarentena a todos los viajeros de fuera de Hawái durante 15 días, prohibir todos los viajes no esenciales entre islas y fuera del estado, y cerrar todas las escuelas públicas y privadas y guarderías. La oficina del gobernador respondió: "El gobernador Ige continúa trabajando en todas las opciones, incluidos sus posibles beneficios y consecuencias, para asegurar nuestras islas y hacer lo mejor para nuestras comunidades".
20 de marzo: el Concejo Municipal de Honolulu y el Alcalde Kirk Caldwell se unieron al Presidente de la Cámara Scott Saiki y al Teniente Gobernador Josh Green para pedirle al gobernador que adopte medidas de emergencia para evitar que los visitantes lleguen a Hawái.
21 de marzo: el gobernador Ige ordenó una cuarentena de 14 días para todos los visitantes y residentes que regresen o lleguen al estado. Ige se resistió a los pedidos de una orden de refugio en el lugar, diciendo: "es realmente apropiado cuando hay una propagación generalizada del virus en la comunidad". Más de 100 médicos firmaron una carta abierta enviada al gobernador Ige, al alcalde de Maui, Mike Victorino, y al director del Departamento de Salud del estado, Bruce Anderson, instando a las autoridades a emitir una orden inmediata de refugio en el lugar para el estado.
22 de marzo: el alcalde Caldwell y el alcalde Victorino anunciaron órdenes de quedarse en casa para el condado de Honolulu y el condado de Maui, respectivamente. La orden para el Condado de Honolulu entraría en vigencia el 23 de marzo a las 4:30 p. m., y la orden en el Condado de Maui entró en vigencia el 25 de marzo. Ambas órdenes estarán vigentes hasta el 30 de abril.
3 de abril: el gobernador Ige pidió a la Guardia Nacional de los Estados Unidos en Hawái que esté lista para ayudar si es necesario con los problemas relacionados con la pandemia, incluida la aplicación de la ley.

### Cuarentena
El 21 de marzo de 2020, el gobernador Ige emitió una segunda proclamación de emergencia complementaria que requería que los residentes y visitantes que ingresaran al estado estuvieran en cuarentena durante 14 días.
Todos los residentes y visitantes deben completar y firmar un formulario que denote su aceptación de la cuarentena de 14 días. Según la oficina del gobernador, los pasajeros no podrán ingresar a Hawái sin firmar el formulario. Bloomberg News informó que "aproximadamente 20 personas" fueron arrestadas o emitieron citaciones por violar la cuarentena de 14 días.
El 6 de abril de 2020, la Autoridad de Turismo de Hawái pidió a las organizaciones de medios que "se abstengan de publicar historias sobre Hawái que puedan alentar a las personas a viajar a las islas".
A partir del 21 de mayo de 2020, el Departamento de Negocios, Desarrollo Económico y Turismo de Hawái informó que el tráfico aéreo al estado había disminuido en un 98% respecto al año anterior.
Al 28 de diciembre de 2020, laboratorios clínicos y estatales en Hawái realizaron 807,135 pruebas de COVID-19. En los últimos 7 días, el 2,5% de las pruebas resultaron positivas. Al 29 de diciembre de 2020, Hawái había administrado 14.000 dosis de vacuna COVID-19, equivalentes al 0,99% de la población.
Al 1 de enero de 2021, ha habido 21,209 casos de COVID-19 en Hawái. 285 personas han muerto a causa de la enfermedad y 1.458 personas han requerido hospitalización. La isla de Oahu es el centro del brote, con el 83,8% (17.773) de todos los casos en todo el estado, seguido de la isla de Hawái (1.873), Maui (932), Kauai (145), Lanai (106) y Molokai (22).

## Impacto

### En el deporte
El 12 de marzo, la National Collegiate Athletic Association (NCAA) canceló todos los torneos de invierno y primavera, especialmente los torneos de baloncesto de hombres y mujeres de la División I, afectando a colegios y universidades de todo el estado.

### En la economía
El gobernador Ige comenzó la primera fase de reapertura de negocios el 7 de mayo de 2020. La estrategia "Más allá de la recuperación: reapertura de Hawái" detalla el enfoque de cuatro fases para la reapertura.
El gobernador Ige anticipa que Hawái recibirá 1,25 mil millones de dólares de la Ley CARES y otros programas de ayuda relacionados del gobierno federal.